# Плејаде (песници)
Плејаде (фр. La Pléiade) било је име групе француских песника 16. века, које је окупљао предводник Пјер де Ронсар. 
Назвали су се по групи од седам хеленистичких песника из Александрије из трећег века п. н. е., а који су име преузели из грчке митологије (види: Плејаде (митологија)). 
Поред Ронсара, песници „Плејада“ су били: Жоашен ди Беле, Гијом де Отел, Понтус де Тијар, Жак Пелетје д Ман, Реми Бело, Жан Дора, Антоан де Баиф, Етјен Жодел и Жан де ла Перуз. Тачан састав ове групе никад није био дефинисан. У свим комбинацијама се помињу само Ронсар, Ду Белеј и Де Баиф. 
Свој манифест ови песници су објавили 1549. под именом „Одбрана и илустрација француског језика“ (Deffence et illustration de la langue françoyse). Користили су углавном поетске форме александринца, ода, химни и сонета. 
Чланови овог друштва песника су ценили класичне узоре, као и лепоту француског језика. На захтев краља Франсоа I, песници Плејада су се посветили ширењу и стандардизацији француског језика.